# كريستيان مونغيو
كريستيان مونجيو (بالرومانية: Cristian Mungiu)‏ هو ممثل روماني (من مواليد 27 أبريل 1968 في رومانيا). بدأ مسيرته الفنية عام 1998. وهو أيضا مخرج ومنتج. ولم يخرج سوى عدد قليل من الأفلام .

## النشأة
ولد مونغيو في أياسي . أخته هي المحللة السياسية ألينا مونجيو بيبيدي . بعد دراسة الأدب الإنجليزي في جامعة ياشي ، عمل لبضع سنوات كمدرس وصحفي. بعد ذلك التحق بجامعة السينما في بوخارست لدراسة الإخراج السينمائي . بعد تخرجه في عام 1998 ، قدم مونغيو عدة أفلام قصيرة .

## المسيرة الفنية
في عام 2002 ظهر لأول مرة مع فيلمه الطويل الأول الغرب ، والذي حقق نجاحًا كبيرًا ، وحصل على جوائز في العديد من المهرجانات السينمائية ،وشارك في مهرجان كان السينمائي 2002.
في عام 2007 كتب وأخرج فيلمه الثاني ، 4 أشهر و 3 أسابيع ويومان. لاقى الفيلم استحسانًا كبيرًا ، وجذب إشادة النقاد وتم اختياره في المسابقة الرسمية في مهرجان كان السينمائي لعام 2007 ، حيث فاز بالسعفة الذهبية للفيلم الروائي الطويلوهي المرة الأولى التي تُمنح فيها الجائزة لمخرج روماني .
تم عرض فيلمه لعام 2012 ما وراء التلال في المنافسة في مهرجان كان السينمائي لعام 2012 حيث فاز مونغيو بجائزة أفضل سيناريو .
تم اختياره كعضو في لجنة تحكيم المسابقة الرئيسية في مهرجان كان السينمائي 2013.
عرض فيلمه التالي ، التخرج ، لأول مرة في مهرجان كان السينمائي 2016. كان الفيلم في المنافسة على السعفة الذهبية. على الرغم من أنه لم يفز ، فاز عليه مونغيو بجائزة أفضل مخرج .

## تأثر بـ
قال مونغيو أن ميلوس فورمان و روبيرت ألتمان من المخرجين المهمين الذين أثروا عليه. كما أنه يحترم واقعية فيلم سارق الدراجة للمخرج فيتوريو دي سيكا .

## روابط خارجية
- كريستيان مونغيو على موقع IMDb (الإنجليزية)
- كريستيان مونغيو على موقع مونزينجر (الألمانية)
- كريستيان مونغيو على موقع قاعدة بيانات الأفلام العربية
- كريستيان مونغيو على موقع ألو سيني (الفرنسية)
- كريستيان مونغيو على موقع أول موفي (الإنجليزية)
- كريستيان مونغيو على موقع قاعدة بيانات الأفلام السويدية (السويدية)
- كريستيان مونغيو على موقع إن إن دي بي (الإنجليزية)
- كريستيان مونغيو على موقع قاعدة بيانات الفيلم (الإنجليزية)
- كريستيان مونغيو على موقع كينوبويسك (الروسية)